# تل وردة

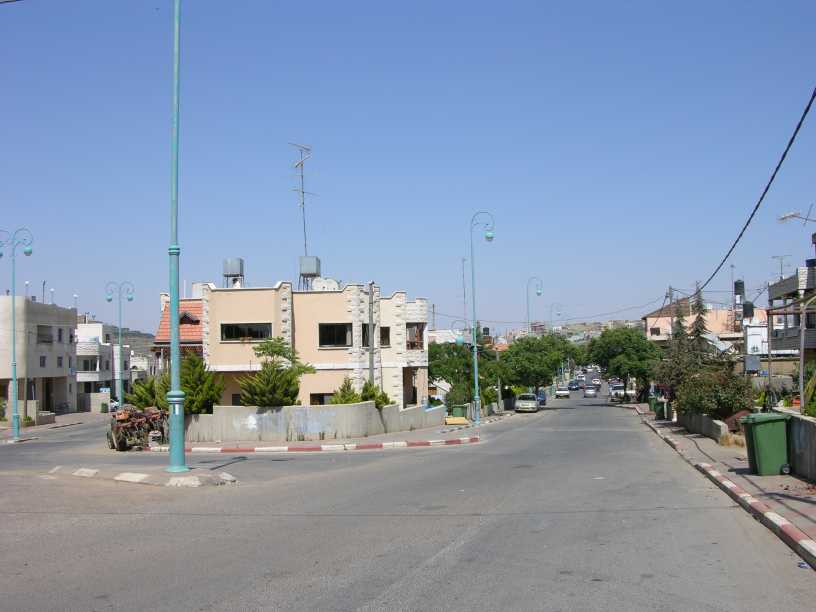

تل وردة (بالعبرية: הר ורדה‏) جبل بركاني يقع قرب قرية بقعاثا في هضبة الجولان في سوريا ويبلغ ارتفاعه 1,226 متر (4,022 قدم).